# Vidovice
Vidovice je vesnice v okrese Praha-východ, asi 1,5 km východně od Velkých Popovic, a je součástí obce Kunice. Těsně sousedí s vlastními Kunicemi: nachází se 1 km na jih jejich středu. Ve východní části vesnice pramení Vidovický potok, přítok Kunického potoka. Je zde evidováno 419 adres.

## Další fotografie

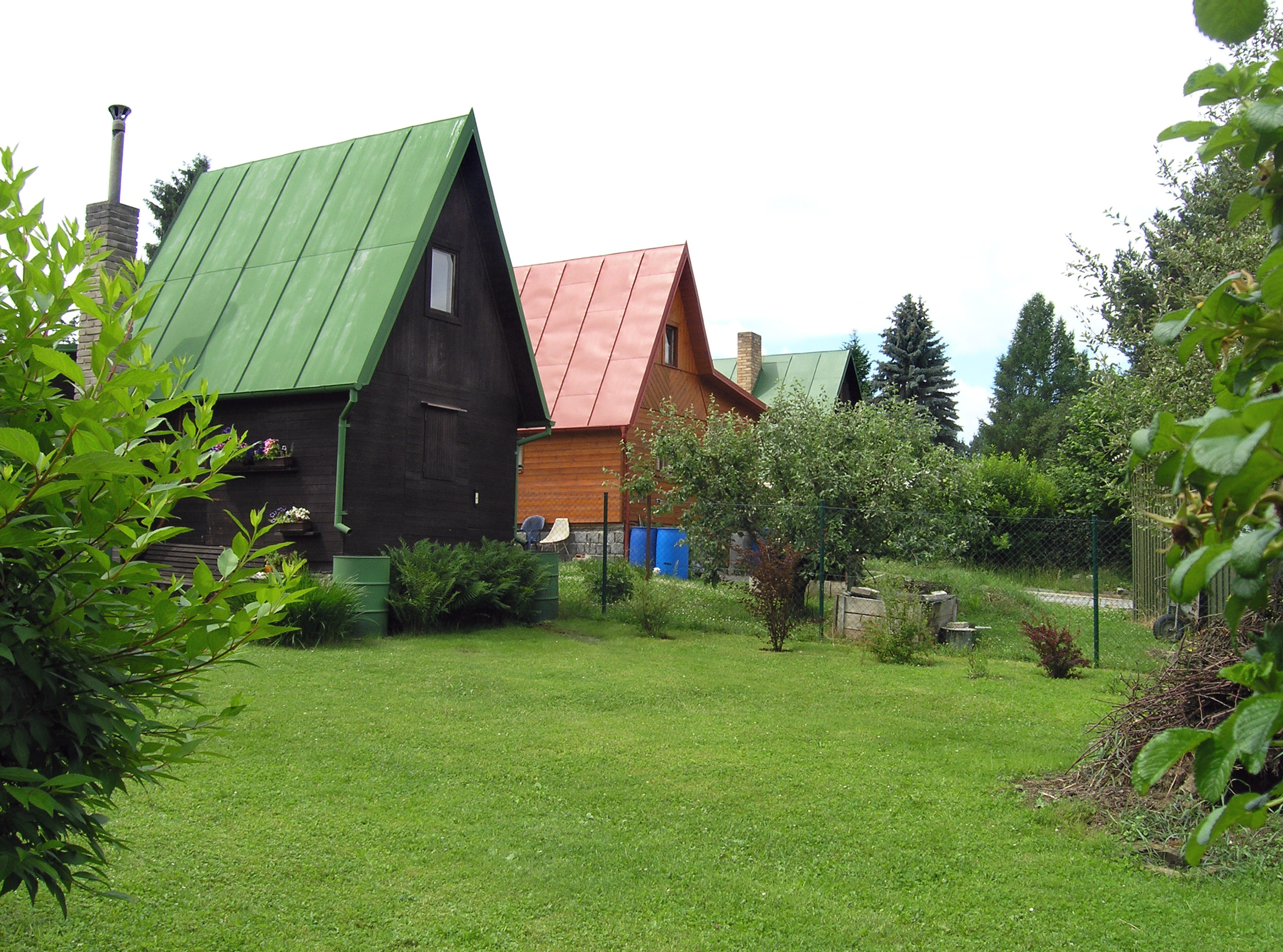
Domky v chatové osadě
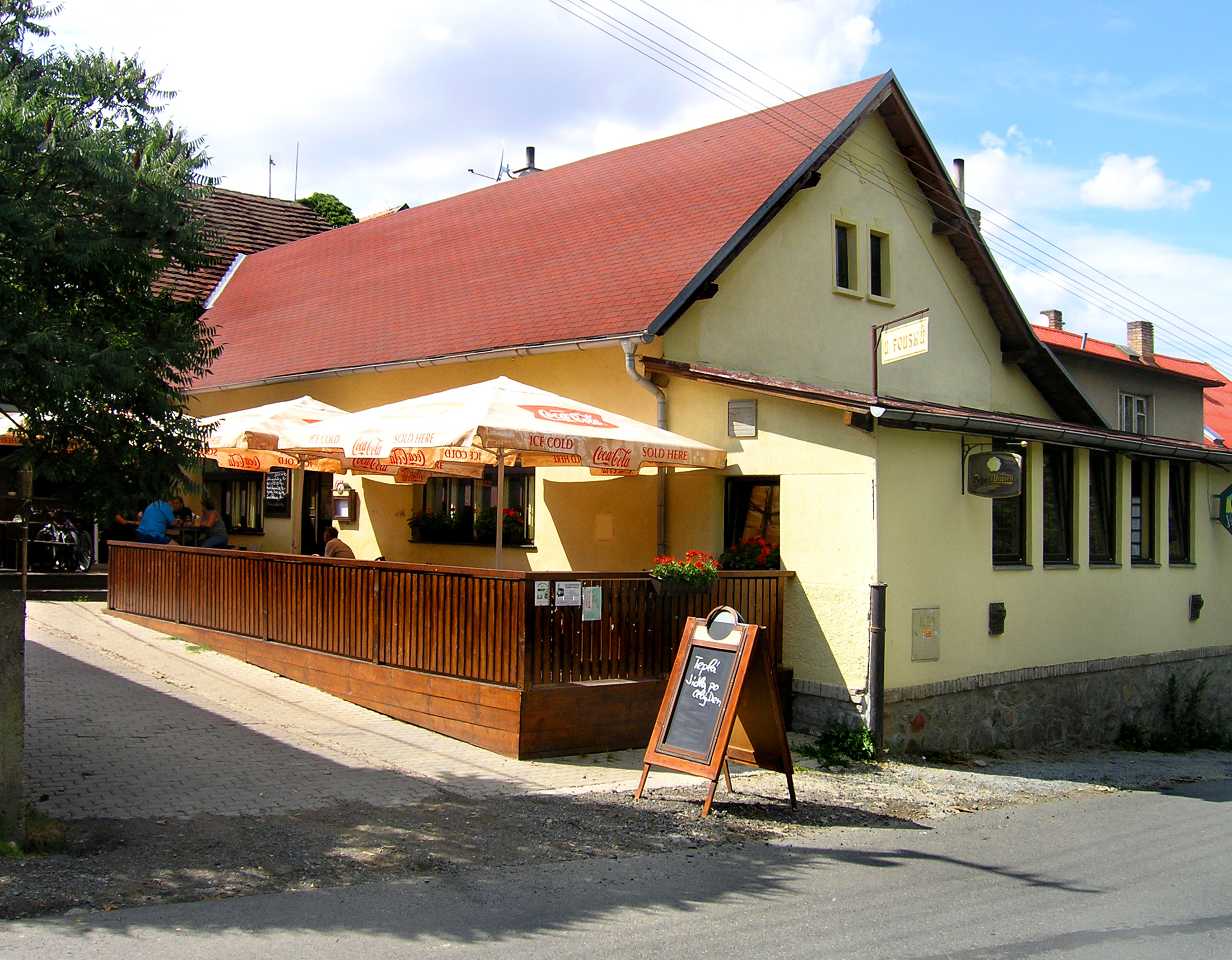
Hospoda u hlavní silnice
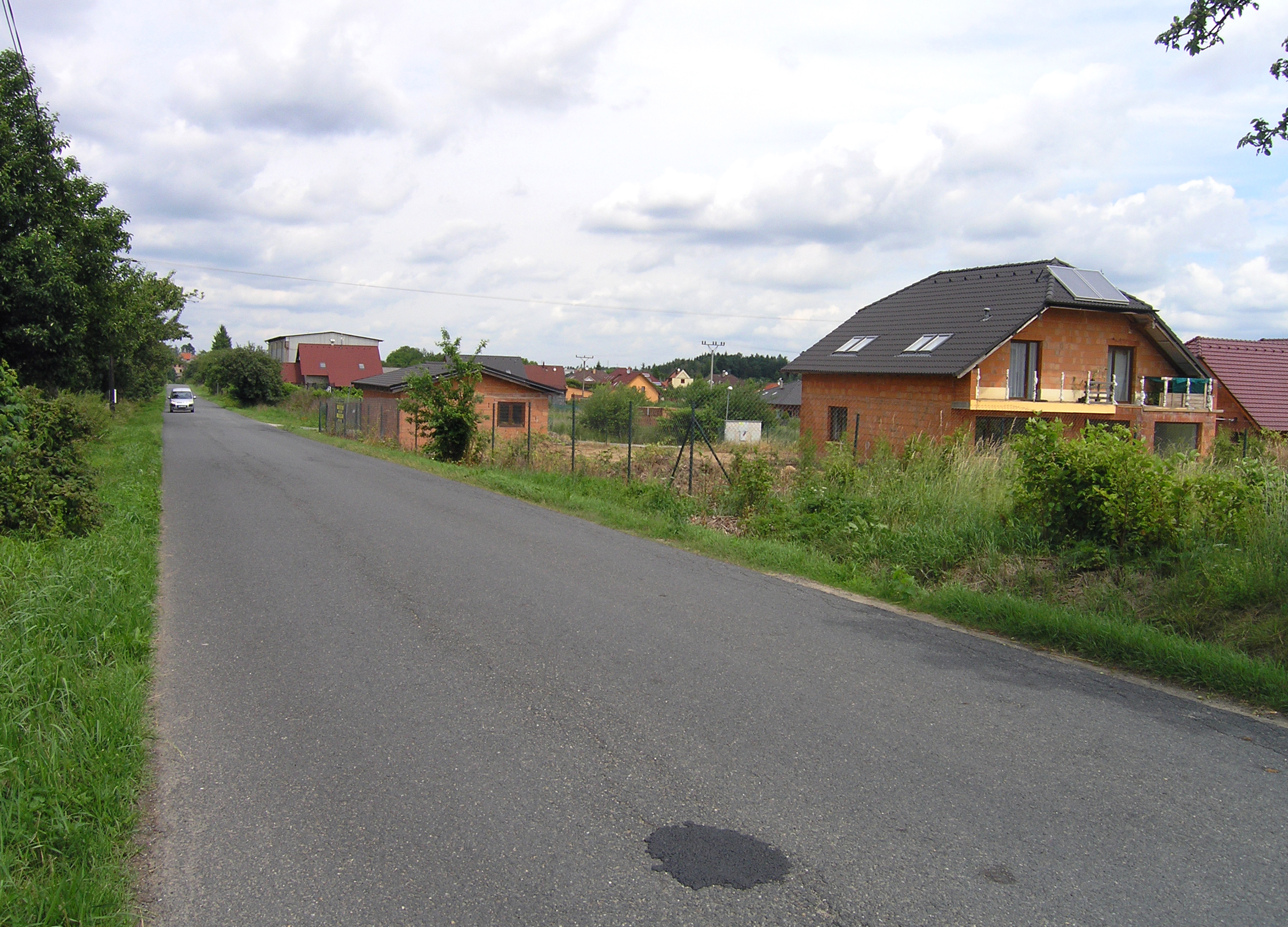
Nová výstavba na jihu vesnice